# Twist of Fate
«Twist of Fate» — песня, записанная британско-австралийской певицей Оливией Ньютон-Джон для саундтрека к фильму 1983 года «Хорошая пара». Написанная Питером Беккетом и Стивом Кипнером, и спродюсированная Дэвидом Фостером, песня была выпущена в качестве первого сингла с альбома 21 октября 1983 года и достигла четвёртого места в Австралии и Канаде. В январе 1984 года она достигла пиковой позиции номер пять в US Billboard Hot 100, став последним синглом Ньютон-Джон, вошедшим в первую десятку чарта. Журнал Billboard назвал «Twist of Fate» 42-м самым популярным синглом 1984 года.
Из-за своего громкого синтезаторно-рок-ориентированного звучания «Twist of Fate» не попал в чарт Billboard Adult Contemporary. Однако её би-сайд «Take a Chance» (дуэт с её созвездой фильма Джоном Траволтой) попал в чарт Adult Contemporary и стал хитом, заняв третье место. Сопровождающий песню клип был номинирован на 27-ю ежегодную премию «Грэмми» в категории «Лучшее короткометражное видео», но проиграл фильму Дэвида Боуи Jazzin’ for Blue Jean.
В 2017 году песня прозвучала во втором сезоне сериала Netflix «Очень странные дела» и была включена в альбом саундтреков Stranger Things: Music from the Netflix Original Series. Альбом был номинирован на 61-ю ежегодную премию «Грэмми» в категории «Лучший компилятивный саундтрек для визуальных медиа».

## Список композиций
Все треки спродюсированы Дэвидом Фостером, кроме «Coolin' Down» и «Jolene», спродюсированные Джоном Фарраром.
- Australian 7-inch vinyl single (Interfusion Records)

1. «Twist of Fate» (Беккетт, Кипнер) — 3:39
2. «Coolin’ Down» (Фаррар)- 3:57

- UK 7-inch vinyl single (EMI Records)’’’

1. «Twist of Fate»
2. «Jolene» (Долли Партон)

- US/Canadian 7-inch vinyl single (MCA Records)

1. «Twist of Fate» — 3:39
2. «Take a Chance» (с Джоном Траволтой (Фостер, Стив Люкатер, Оливия Ньютон-Джон) — 4:05

- US 12-inch vinyl single — Promo Only (MCA Records)’’’

1. «Twist of Fate (Extended Version)» — 5:18
2. «Twist of Fate» — 3:39

## Чарты
| Чарт (1983—1984)                   | Высшая позиция |
| ---------------------------------- | -------------- |
| Австралия (Kent Music Report)      | 4              |
| Бельгия/Фландрия (Ultratop 50)     | 33             |
| Канада (RPM)                       | 4              |
| Германия (GfK)                     | 15             |
| Нидерланды (Single Top 100)        | 42             |
| Япония (Oricon)                    | 73             |
| Новая Зеландия (Recorded Music NZ) | 22             |
| Швейцария (Schweizer Hitparade)    | 20             |
| Великобритания (OCC UK Singles)    | 57             |
| США (Billboard Hot 100)            | 5              |
| США Cash Box Top 100               | 5              |

| Чарты (1984)                  | Позиция |
| ----------------------------- | ------- |
| Австралия (Kent Music Report) | 46      |
| Канада (RPM)                  | 48      |
| США Billboard Hot 100         | 42      |
| США Cash Box Top 100          | 55      |

## Сертификации и продажи
| Регион                                                      | Сертификация | Продажи |
| ----------------------------------------------------------- | ------------ | ------- |
| Канада (Music Canada)                                       | Золотой      | 50 000^ |
| ^ Данные о тиражах приведены только на основе сертификации. |              |         |